# Rivière Lemoine
Pour les articles homonymes, voir Lemoine.
La rivière Lemoine est un tributaire de la rivière Pot au Beurre. Elle coule généralement vers le nord-ouest dans les municipalités de Saint-Louis (MRC Les Maskoutains) et de Sainte-Victoire (MRC Pierre-De Saurel), dans la région administrative de la Montérégie, sur la Rive-Sud du fleuve Saint-Laurent, au Québec, Canada.

## Géographie
La rivière Lemoine tire sa source en zone agricole à la confluence du de la décharge des Huit dans la municipalité de Saint-Louis. Cette source est située tout près du chemin du rang Prescott (côté nord).
À partir de sa source, le cours de la rivière Lemoine descend sur 9,0 km presque entièrement en zone agricole, avec une dénivellation de 9 m, selon les segments suivants:
- 2,3 km vers le nord-ouest, jusqu'au ruisseau Saint-Robert (venant de l'est);
- 3,0 km vers l'ouest, jusqu'au pont du chemin du rang Prescott;
- 3,7 km d'abord vers le sud-ouest, en formant une courbe vers le sud, puis descendant vers le nord-ouest jusqu'à son embouchure.

L'embouchure de la rivière Lemoine correspond à la confluence du ruisseau des Benoit et s'avère la source de la rivière Pot au Beurre. De là, le courant descend cette dernière sur 25,6 km jusqu'à la rivière Yamaska.
La vocation économique de ce bassin versant est essentiellement agricole.

## Toponymie
Le terme Lemoine s'avère un patronyme de famille d'origine française.[réf. nécessaire]
Le toponyme rivière Lemoine a été officialisé le 21 janvier 1975 à la Banque de noms de lieux de la Commission de toponymie du Québec.